# Древнекитайский язык

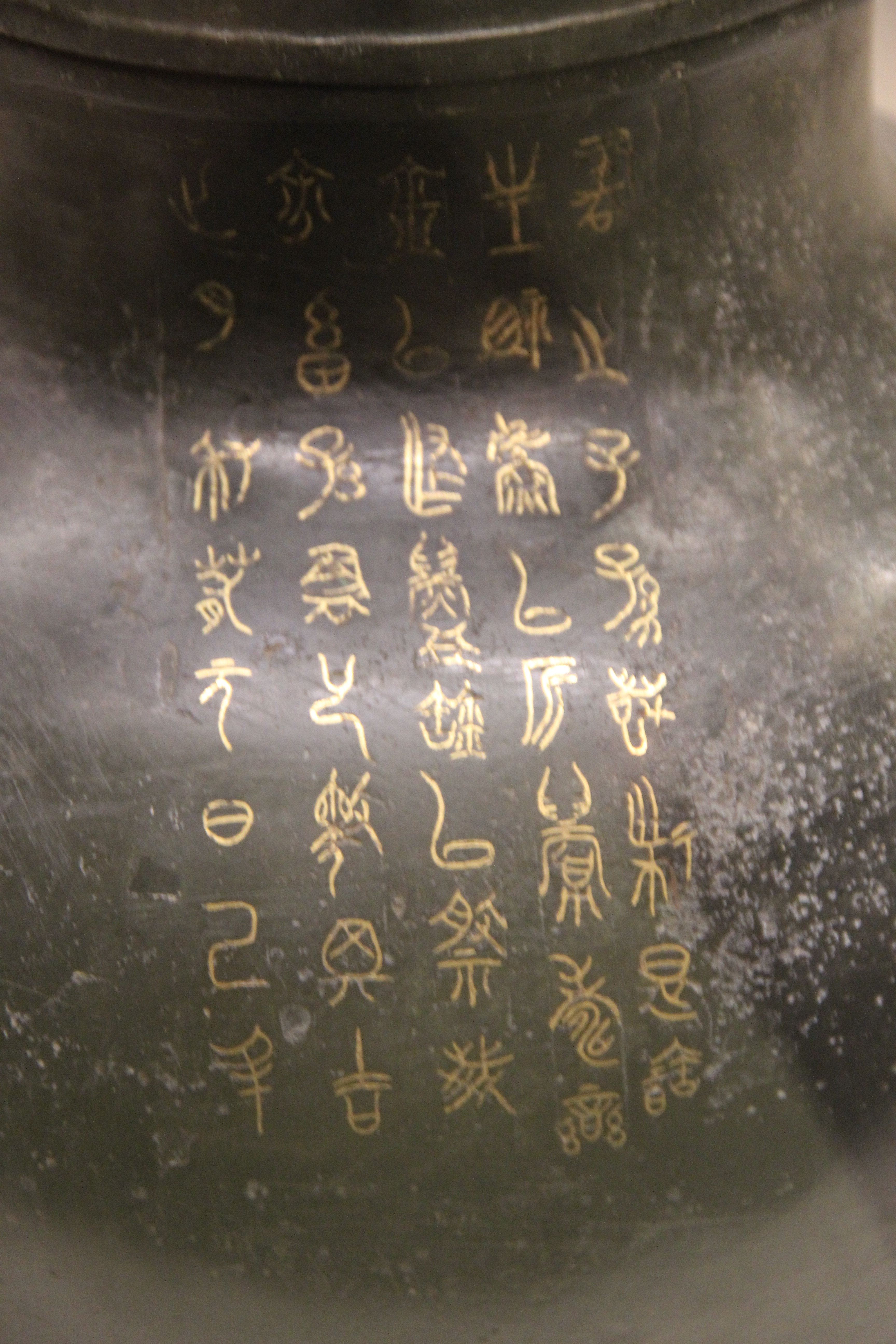
Инкрустированная золотом надпись «Луань Шу фоу» на бронзовом сосуде для вина цзуньфоу, датируемом границей периодов Чуньцю—Чжаньго, царство Чу, стиль надписи — дачжуань, из коллекции Национального музея Китая

Древнекитайский язык (кит. трад. 上古漢語, упр. 上古汉语, пиньинь Shànggǔ hànyǔ, палл. шангу ханьюй) — нормативный традиционный китайский литературный язык, начавший формироваться с XIV века до н. э. в долине реки Хуанхэ и, позднее, на более обширной территории Великой Китайской равнины.
В своей письменной форме древнекитайский язык стал общим литературным койне для всей Восточной Азии (Япония, Корея, Вьетнам) и выполнял эту функцию вплоть до 1919 года, когда в результате Движения 4 мая в Китае официальным письменным языком был объявлен байхуа («понятный язык»), начавший формироваться на основе живых диалектов Северного Китая ещё в период Шести династий (420—589 н. э.).
Различаются собственно древнекитайский язык (кит. 古文, пиньинь Gǔwén, палл. гувэнь или кит. трад. 古典漢語, упр. 古典汉语, пиньинь Gǔdiǎn hànyǔ, палл. гудянь ханьюй), периодизация которого дана ниже, и классический/литературный китайский язык (кит. 文言, пиньинь wényán, палл. вэньянь), который использовался вплоть до XX века (подробнее см. работу С. Е. Яхонтова 1965 года «Древнекитайский язык») .

## История
В истории формирования древнекитайского языка выделяют несколько периодов:
- мифический[источник не указан 1328 дней] — узелковое письмо, якобы существовавшее до изобретения письменности. Упоминается в Даодэцзине и Ицзине.
- архаический (XIV—XI вв. до н. э.) — язык надписей на гадательных костях 2-й пол. эпохи Шан-Инь[3] или цзягувэнь;
- ранний доклассический (X—VIII вв. до н. э.) — язык надписей на бронзовых сосудах эпохи Западной Чжоу[4] или цзиньвэнь;
- поздний доклассический (VII—VI вв. до н. э.) — язык надписей на т. н. каменных барабанах, а также язык древнего сборника песен и поэзии «Шицзин»[5] и «Книги истории» (Шуцзин);
- ранний классический (V—III вв. до н. э.) — язык философских трактатов конфуцианства, даосизма, моизма и легизма[6], а также исторических хроник;
- поздний классический (II в. до н. э. — II в. н. э.) — язык «Исторических записок» Сыма Цяня[7];
- постклассический (III—V вв. н. э.) — язык «смутного времени»[8].

Центральным в истории древнекитайского языка считают период V—II вв. до н. э., также именуемый классическим.
Древнекитайский язык относится к сино-тибетским языкам (китайская ветвь). Не существует единого мнения относительно природы древнекитайского языка. Большинство исследователей считает, что он сформировался на основе живых доциньских диалектов и отражает разговорный язык эпохи до III в. до н. э. Некоторые же синологи полагают, что древнекитайский язык представлял собой специально разработанный письменный язык, обслуживавший поначалу акты ритуальной коммуникации и уже изначально не имевший прямого отношения к разговорному языку.
Уже к классическому периоду наметились существенные расхождения между письменной и разговорной формами древнекитайского языка. Письменная форма, отличавшаяся большой консервативностью, перестала быть понятной носителям разговорных китайских диалектов. Для овладения ею требовалось специальное обучение, а для понимания текста — специальные комментарии. Особенно резким противопоставление письменного и разговорного языков стало в эпоху Тан (618—907 гг. н. э.), когда учёные, поэты и литераторы решили очистить древнекитайский язык от нараставшей примеси разговорных элементов и искусственно вернули ему стиль и манеру письменного языка доциньской эпохи. В этот период можно уже говорить о сложившейся диглоссии. Тем не менее и в последующие эпохи элементы разговорного языка постоянно проникали в древнекитайский язык, в основном через буддийскую литературу, поэзию и драматургию.

## Диалекты
В классической литературе до III в. до н. э. встречаются упоминания о диалектных различиях между отдельными царствами, на которые делился Китай в то время. Различия в употреблении служебных слов также позволяют предположить, что конфуцианские классические трактаты, с одной стороны, и исторические хроники, с другой, были написаны носителями разных диалектов. В первые годы н. э. Ян Сюном был составлен глоссарий «Фанъянь» (кит. 方言, пиньинь Fāngyán, буквально: «местные речения») — список междиалектных соответствий с указанием их ареала. Судя по географическим названиям, упоминаемым в нём, в тот период каждое царство имело свой диалект, при этом наиболее явно противопоставляются две их большие группы — западные и восточные. Однако древнекитайский язык имел прежде всего наддиалектный характер, и к III в. до н. э. диалектные различия между памятниками практически исчезают, свидетельствуя о процессе постепенной стандартизации и унификации древнекитайского языка.

## Лингвистическая характеристика
Древнекитайский язык относится к слоговым языкам изолирующего типа. Фонетика древнекитайского языка скрыта за иероглификой, но в структуре иероглифа в большинстве случаев есть часть, указывающая на его приблизительное произношение — фонетик. Слог в древнекитайском языке взаимнооднозначно соответствует иероглифу, а иероглиф — морфеме или слову (исключения крайне редки). Слог принято делить на инициаль — начальный согласный (или сочетание согласных) и финаль, или рифму. Финаль, в свою очередь, делится на медиаль (может отсутствовать), основную слогообразующую гласную и конечный согласный.

## Фонология
Основная статья: Фонология древнекитайского языка
На сегодняшний момент нет полностью общепринятой реконструкции древнекитайской фонологии. Ниже даётся реконструкция, основанная на работе С. А. Старостина.
Для древнекитайского языка реконструируются следующие группы начальных согласных:
- губные (p-, ph-, b-, bh-, m-, hm-, w-, hw-),
- шумные переднеязычные (t-, th-, d-, dh-, ʦ-, ʦh-, ʣ-, ʣh-, z-, s-, ʦ'-, ʦh'-, ʣ'-, ʣh'-)
- сонорные переднеязычные (n-, hn-, l-, hl-, r-, hr-, ƛ-, ƛh-, Ł-, Łh-),
- среднеязычные (j-, hj-),
- заднеязычные (k-, kh-, g-, ŋ-, hŋ-, x-, gh-),
- огубленные заднеязычные (лабиовелярные) (kw-, kwh-, gw-, ŋw-, hŋw-)
- глоттальные (ɦ-, ʔ-, ʔw-).

Для консонантизма характерны:
- наличие лабиовелярных согласных (в том числе и лабиовелярной гортанной смычки), перешедших впоследствии в сочетание заднеязычных с медиалью -u-,
- наличие звонких непридыхательных, впоследствии либо исчезнувших, либо подвергшихся палатализации перед медиалью -i-,
- наличие глухих пар для всех сонорных и носовых;
- функционирование как r-, так и l- в качестве инициали;
- отсутствие губных спирантов (f, v) и зубных шипящих, которые появились лишь в среднекитайском языке.

В качестве инициали могли выступать также и сочетания согласных: практически любой согласный мог иметь после себя звук *l-, впоследствии выпавший, но повлиявший на качество последующего гласного. Начальный префикс *ɦ-, озвончавший последующую взрывную инициаль, оформлял некоторые переходные глаголы, делая их непереходными или пассивными. Для случаев, когда в среднекитайском языке рифмуются слоги с начальным носовым и с взрывным, реконструируется префикс *N-, функция которого до конца не ясна. В начале слога перед сонорными, некоторыми зубными и лабиовелярными реконструируется каузативный префикс *s-, имеющий параллели в тибето-бирманских языках. Система начальных сочетаний согласных позволяет реконструировать для древнекитайского языка примитивную морфологию, что корректирует утверждение об изолирующем характере китайского языка на протяжении всей его долгой истории. Георг ван Дрим выделяет морфему множественного числа *-j в местоимениях 我 ŋājʔ и 爾 najʔ, соответствующую тибето-бирманскому суффиксу множественного числа первого и второго лица *-i. Тибето-бирманские параллели находятся и у директивного суффикса *-n(t) и каузативного суффикса *-n.
В вокализме 6 основных гласных (i-, e-, ɨ-, a-, u-, o-), а в качестве медиали, повлиявшей впоследствии на качество предшествующего согласного, или основной гласной, выступали различные варианты (до четырёх) гласного i-. В качестве медиали реконструируются также -r- и -l-.
В конце рифмы мог встречаться лишь ограниченный набор согласных, в основном носовые и имплозивные: -j, -w, -k, -t, -kw, -p, -ŋ, -n, -m, -r.
Вопрос, был ли древнекитайский язык, как и современные китайские языки, тональным, остаётся открытым. Китайские исследователи сходятся во мнении о наличии тонов в древнекитайском языке (реконструируя либо все 4 тоновых категории, либо только 3, считая падающий тон поздним образованием), в то время как многие западные синологи делают предположение об отсутствии тонов в древнекитайском языке, объясняя их происхождение прежде всего трансформацией системы конечных согласных.
В современном Китае тексты на вэньяне произносятся в соответствии с современной фонетикой, хотя в некоторых регионах (южный Минь) сохраняется специальное произношение для вэньяня.

## Морфология и синтаксис
История грамматики древнекитайского языка представляется как процесс её постепенного усложнения. Архаический древнекитайский язык отличается очень ограниченным набором служебных слов (в основном, это предлог  於 [*qa] ‘в, на’ (здесь и далее даётся реконструированное чтение)), грамматических конструкций и моделей глагольного управления, что частично объясняется стандартной формой гадательных надписей (содержательно надписи состоят из двух частей: вопрос гадателя/повод гадания — результат гадания) и стандартностью ситуации. Надписи на бронзе, хотя и связаны преимущественно с одной и той же ситуацией дарения, представляют собой уже более объёмные тексты, включающие информацию о том, кто, когда, кому и в связи с чем преподнёс данный бронзовый сосуд. Основной же набор грамматических средств выражения появился лишь в раннеклассический и классический периоды. В последующие эпохи древнекитайский язык постоянно обогащался лексическими и грамматическими заимствованиями из разговорных диалектов и байхуа.
В древнекитайском языке практически отсутствует морфология в традиционном понимании; древнекитайская морфология сводится лишь к незначительному количеству словообразовательных моделей, при этом лексика древнекитайского языка по преимуществу состоит из односложных слов. Двусложные слова составляют её незначительную часть, а трёхсложных практически нет.
В древнекитайском языке нет именного и глагольного словоизменения, а основными средствами выражения грамматического значения являются служебные слова (虛詞 /*kʰa ljɯ/ — «пустые слова» в китайской терминологии) и порядок слов в предложении. К «пустым» словам относятся союзы (напр. 則 /*ʔsɯːɡ/ ‘в таком случае, таким образом’), предлоги (напр., 於 /*qa/ ‘в, на’) (практически все предлоги в древнекитайском языке глагольного происхождения) и частицы, которые по их позиции в синтагме можно разделить на начальные, конечные и употребляющиеся в середине предложения. В конце предложения ставятся восклицательные (напр., 哉 /*ʔslɯː/) и вопросительные частицы (напр. 乎 /*ɢaː/), а также маркер номинативного предложения 也 /*laːlʔ/ и конечная модально-временная частица 矣 /*ɢlɯʔ/, выражающая изменение состояния. Частицы 夫 /*ba/ и 蓋 /*kaːbs/ маркируют начало нового высказывания, а частица/маркер синтагмы 者 /*tjaːʔ/, употребляющаяся в середине, обычно выступает маркером топика. Имеются в древнекитайском языке и кванторные слова вроде 皆 /*kriːl/ ‘все’, и маркеры синтагмы типа 所 /*sqʰraʔ/ ‘то, что’, функция которого состоит в извлечении объекта из глагольно-объектной конструкции. Частица 之 /*tjɯ/, которую иногда считают универсальной, маркирует атрибутивную конструкцию, особенно в тех случаях, когда определение выражено предикативной конструкцией, а также употребляется в функции показателя зависимого предложения: если субъектно-предикатная конструкция не является самостоятельной, а входит в состав более сложной единицы, то между субъектом и предикатом ставится частица 之 /*tjɯ/.
В классическом варианте древнекитайского языка имеется как минимум четыре основных отрицания: 不 /*pɯ/, 無 /*ma/, 勿 /*mɯd/, 毋 /*ma/; последние два — модальные формы отрицания (‘нельзя’, ‘не надо’).
В древнекитайском языке есть особый вид частиц, которые являются результатом слияния двух других служебных элементов. Так частица 焉 /*ɢan/ является результатом фузии 於 и 之, 諸 /*tjaː/ — результат фузии 之 /*tjɯ/ и 於 /*qa/, а отрицание 弗 /*pɯd/ часто выступает как результат фузии 不 /*pɯ/ и 之 /*tjɯ/.
Как и в современном китайском языке, организующим центром предложения в древнекитайском языке является сказуемое, которое без связки может быть выражено глаголом, прилагательным и числительным. Как минимум одно сказуемое всегда должно быть в предложении. Кроме того, в отличие от других членов предложения, сказуемое не может лишь подразумеваться, оно должно присутствовать в предложении.
Номинативное предложение оформляется конечной частицей 也 /*laːlʔ/. Как и в современном китайском языке, в предглагольной позиции может появляться несколько номинативных групп, тогда как имеется только одна постглагольная позиция. Лишь небольшое количество глаголов способно принимать два объекта в постпозиции, при этом второй из них обычно маркируется предлогом.
Основные особенности грамматического строя древнекитайского языка: размытость границ между единицами разных языковых уровней (морфема — слово — словосочетание — предложение), частеречная полифункциональность знаменательных лексем (немаркированное употребление одной части речи в значении другой), возможность контекстуального опущения служебных слов (отсутствие требования обязательности их употребления), опущение в поверхностной структуре контекстуально заданных или выводимых из прагматической ситуации элементов и параллелизм как один из основных принципов построения предложения или высказывания. Параллелизм можно считать дополнительным грамматическим средством древнекитайского языка.
Категория времени выражается контекстуально (прагматическим контекстом), модальными глаголами (напр., 欲 /*loɡ/ ‘хотеть’ часто маркирует будущее время) и служебными словами (например, показателем будущего времени 將 /*ʔsaŋ/). В древнекитайском языке существуют также показатели страдательного (見 /*keːns/ — букв. ‘видеть’) и возвратного залогов (自 /*ɦljids/ — букв. ‘сам’).
Типичный порядок слов в древнекитайском языке — «подлежащее + глагол + дополнение», но существуют и многочисленные случаи вынесения дополнения в предглагольную позицию, а также правило постановки местоименного дополнения в предглагольную позицию в отрицательных конструкциях.
В традиционном тексте на древнекитайском языке нет знаков препинания и пробелов между иероглифами, текст располагается сверху вниз и слева направо, поэтому служебные частицы (особенно начальные и конечные) и параллелизм в построении фразы можно считать своеобразными знаками препинания, задающими разбивку текста и облегчающими его восприятие.